# Gnophos nimbata
Gnophos nimbata là một loài bướm đêm trong họ Geometridae.